# Evelyn Akhator
Osaretin Evelyn Akhator (ur. 3 lutego 1995 w Lagos) – nigeryjska koszykarka, występująca na pozycjach silnej skrzydłowej lub środkowej, reprezentantka kraju, od 2023 zawodniczka Landerneau Bretania Basket.

## Osiągnięcia
Stan na 2 marca 2024, na podstawie, o ile nie zaznaczono inaczej.

### NCAA
- Uczestniczka rozgrywek:
  - Sweet 16 turnieju NCAA (2016)
  - turnieju (2016, 2017)
- Zaliczona do:
  - I składu:
    - SEC (2017)
    - turnieju SEC (2017)

  - II składu SEC (2016, 2017 Associated Press)
  - składu:
    - honorable mention All-America (2017 przez Associated Press)
    - SEC Academic Honor Roll (2016, 2017)

  - IV składu All-America (2017)
- Liderka konferencji SEC w:
  - średniej zbiórek (2017 – 10,8)
  - liczbie zbiórek (2017 – 358)
- Koszykarka tygodnia:
  - NCAA (14.11.2017 przez CollegeSportsMadness.com)
  - konferencji SEC (29.02.2016, 17.01.2017, 15.11.2017, 27.12.2017)

### Drużynowe
- Zdobywczyni Pucharu Francji (2023)
- Finalistka Pucharu Francji (2021)
- 4. miejsce w EuroCup (2021)

### Reprezentacja
- Mistrzyni Afryki (2017, 2019)
- Uczestniczka:
  - mistrzostw świata (2018 – 8. miejsce)
  - kwalifikacji olimpijskich (2020)
  - afrykańskich pre-kwalifikacji olimpijskich (2019)
- Zaliczona do I składu mistrzostw Afryki (2017, 2019)[6]